# مجموعه سازگاری بافتی اصلی

مجموعه سازگاری بافتی اصلی (به انگلیسی: Major histocompatibility complex) یا مختصراً MHC مولکول‌های پروتئینی روی غشای سلول‌های مختلف بدن در مهره‌داران است. در انسان این مولکول‌ها را آنتی‌ژن‌های گلبول سفید انسانی (HLA) می‌نامند. البته این مولکول‌ها روی سایرسلول‌های بافت‌های مختلف بدن (مثل پوست، کلیه، قلب، ریه و سایر اعضا) نیز موجود می‌باشند و کارکردهای متعددی دارند.
در انسان ژن MHC روی کروموزوم شش قرار دارد. تعیین این مولکول‌ها به ویژه در انجام پیوند اعضا نقش دارد. در سطح همه سلول‌های هسته دار بدن برخی از این پروتئین‌ها موجود می‌باشند و روش شناسایی آن هستند که سلول متعلق به خود فرد است.

## کاربرد
این پروتئینها و بررسی آنها موارد کاربرد متعددی دارد:
1. هرچقدر مطابقت این پادگنها بیشتر باشد هنگام پیوند اعضا از فردی به فرد دیگر احتمال ایجاد پاسخ ایمنی و وازنش پیوند کمتر باشد.
2. از طریق مطالعه این پادگنها و تطبیق آن با والدین می‌توان نسب نوزاد و نسبت وی با والدین را بررسی کرد.
3. با تعیین این پادگنها در نمونه‌های بافتی مانند خون و بزاق و مطابقت آن با پادگن متهم می‌توان به تطبیق یا عدم تطبیق آنها پی برد.

## تقسیم‌بندی
این پروتئین‌ها در سه گروه زیر دسته‌بندی می‌شوند:
کلاس I مانند TAP که سه زنجیره α و یک مولکول پروتئینی غیر MHC دارند.
کلاس II مانند MHC II DR که دو زنجیره α و دو زنجیره β دارند.
کلاس III سایتوکاینهایی مانند عامل نکروز تومور آلفا (TNF-α) و لکوترین LTA
مجموعه سازگاری بافتی اصلی نوع I بر همه سلول‌های هسته دار موجود است اما نوع II ویژه لنفوسیت‌های B، ماکروفاژها و لنفوسیت‌های T سی دی ۴ می‌باشد؛ لذا سی دی ۸ها فاقد MHC II می‌باشند.
| کلاس | Encoding | Expression |
| I    | (1) peptide-binding proteins, which select short sequences of amino acids for antigen presentation, as well as (2) molecules aiding antigen-processing (such as TAP and Tapasin).                                                                                    | One chain, called α, whose ligands are the CD8 receptor—borne notably by cytotoxic T cells—and inhibitory receptors borne by سلول کشنده طبیعی. |
| II   | (1) peptide-binding proteins and (2) proteins assisting antigen loading onto MHC class II's peptide-binding proteins (such as MHC II DM , MHC II DQ , MHC II DR , and MHC II DP).                                                                                    | Two chains, called α & β, whose ligands are the CD4 receptors borne by helper T cells.                                                         |
| III  | Other immune proteins, outside antigen processing and presentation, such as components of the complement cascade (e.g. , C2, C4, factor B), the cytokines of immune signaling (e.g. , عامل نکروز تومور آلفا), and heat shock proteins buffering cells from stresses. | Various. |